# Country Preacher
Country Preacher – „Live“ at Operation Breadbasket ist ein Live-Mitschnitt des Cannonball Adderley Quintets vom Herbst 1969. Das Jazzalbum wurde während einer Benefizveranstaltung zugunsten der Operation Breadbasket in einer nicht näher identifizierten Kirche in Chicago aufgenommen. Das Geld der Veranstaltung unter Leitung des Baptistenpredigers Jesse Jackson war zur Finanzierung der Southern Christian Leadership Conference bestimmt.

## Hintergrund

### Allgemein

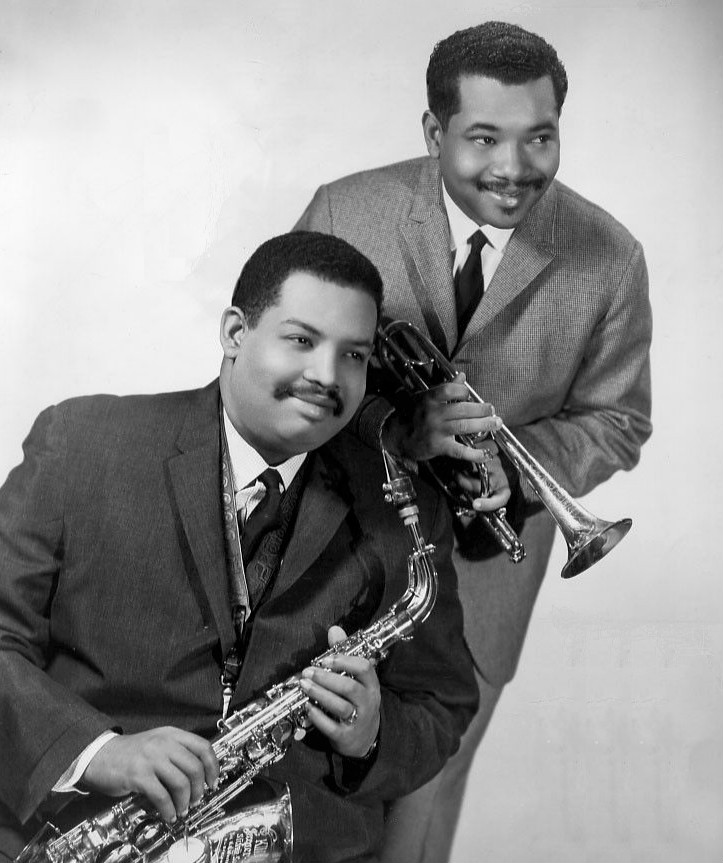
Die Brüder Julian (l.) und Nat Adderley im Jahr 1961.

Bei der Operation Breadbasket („Operation Spendenkorb“) mit Sitz in Chicago handelte es sich – laut des Begleittextes von Julian Cannonball Adderley – um den ökonomischen Arm der Southern Christian Leadership Conference. Aufgabe von Breadbasket war es, im emanzipierten und bessergestellten Norden der USA Spendengelder für die Aktivitäten der Bürgerrechtsbewegung in den Südstaaten einzuwerben. Zur Leitung von Breadbasket hatte Martin Luther King den schwarzen Bürgerrechtler Jesse Jackson ernannt.
Die Besuche der samstäglichen Gottesdienste von Operation Breadbasket inspirierten Joe Zawinul zu der Komposition Country Preacher, die explizit Jesse Jackson gewidmet ist. Daraus entwickelte sich schließlich die Idee für das gleichnamige Album.
Cannonball Adderley verweist auf Jesse Jacksons Einleitung und die Leader-Response-Stelle als Beispiele für „ein gewisses Maß an Soul“, das die typischen Treffen von Operation Breadbasket ausmache. Adderley schließt mit der Aufforderung, sich so ein Treffen selbst einmal anzuschauen.
Miles Davis erwähnt das Album explizit in seiner Autobiografie. Der Klang des elektrischen Pianos von Joe Zawinul auf Country Preacher habe ihn – neben anderen zeitgenössischen Rock- und Jazzplatten – zu seinem Album Bitches Brew inspiriert. Zeitgleich intensivierte sich auch die Zusammenarbeit zwischen Zawinul und Miles.

### Inhalt

#### Walk Tall
Dem sehr souligen Stück geht eine Motivationspredigt des Baptistenpredigers Jesse Jackson voraus, die in der mehrfach wiederholten Aufforderung gipfelt: „Walk tall!“ („Geh(t) aufrecht!“) Damit beginnt das gleichnamige Stück aus der Feder von Joe Zawinul, das vom Klang des neuartigen elektronischen Pianos getragen wird.
Walk Tall hat sich zu einem Klassiker der Band entwickelt. Julian Adderley nahm eine weitere Version des Stücks für sein letztes Album Phenix (1975) auf und verband es mit Mercy, Mercy, Mercy zu einem Medley. Die vorliegende Version findet sich auch auf dem Blue-Note-Sampler Say It Loud! Brotherhood, Pride & Groove on Blue Note.

#### Country Preacher
Der Titeltrack Country Preacher („Landprediger“) bezieht sich auf Jesse Jackson, der sich seinerzeit selbst als „Country Preacher“ sah und bezeichnete. In der Einleitung des Titels erklärt Cannonball Adderley: „Our leader has been a strong influence on his friends that happen to be the members of our group.“ Vor allem „Bruder“ Joe Zawinul sei stark beeindruckt von der Operation Breadbasket sowie deren Leiter Jesse Jackson, dem er ihm die folgende Komposition widmet. Das soulige Stück ist durchzogen mit lautstarken, spontanen Reaktionen des Publikums.

#### The Scene
Das zweiminütige Schlussstück gliedert sich in zwei Teile. Im ersten Teil liefert sich Jesse Jackson mit den Anwesenden eine wechselseitige Leader-Response-Episode. Jackson zitiert Teile aus We Shall Overcome, und das Publikum spricht ihm nach: „We shall overcome! Deep down in our hearts we do believe: We shall overcome! Soul Power! Soul Power! Soul Power! I am somebody! I am somebody!“ Der anschließende Teil besteht aus der eigentlichen Abschlusskomposition The Scene von Joe Zawinul, die gewöhnlich die Konzerte des Cannonball Adderley Quintets beendet. Dabei werden die Mitglieder der Band namentlich vorgestellt.

## Titelliste
Seite 1
Einleitung durch Rev. Jesse Jackson
1. Walk Tall (Joe Zawinul; Queen Esther Marrow; Jim Rein) – 5:03
2. Country Preacher (Joe Zawinul) – 4:30
3. Hummin’ (Nat Adderley) – 6:32
4. Oh Babe (Nat Adderley; Julian Adderley) – 4:50

Seite 2
1. Afro-Spanish Omlet
a. Umbakwen (Nat Adderley) – 4:30
b. Soli Tomba (Walter Booker) – 3:03
c. Oiga (Joe Zawinul) – 4:23
d. Marabi (Julian Adderley) – 3:47
2. The Scene feat. Jesse Jackson (Joe Zawinul; Nat Adderley) – 2:01

## Produktion
- Produktion: David Axelrod
- Reissue-Produktion: Michael Cuscuna
- Reissue-Design: Patrick Roques
- Original Liner Notes: Julian „Cannonball“ Adderley

## Rezeption
Andrew Hamilton verlieh dem Album in Allmusic drei (von fünf) Sterne.
Das Magazin Rolling Stone wählte das Album 2013 in seiner Liste Die 100 besten Jazz-Alben auf Platz 54.